# خانه‌های شرکت نفت (شماره ۱۴۹۱)
منازل شرکت نفت (شماره ۱۴۹۱) مربوط به دوره پهلوی است و در شهرستان‌آبادان، بوارده جنوبی، شماره ۱۴۹۱ واقع شده و این اثر در تاریخ ۱۷ اسفند ۱۳۸۱ با شمارهٔ ثبت ۷۹۵۰ به‌عنوان یکی از آثار ملی ایران به ثبت رسیده است.